# Agence guinéenne de spectacles
L'Agence guinéenne de spectacles est une agence gouvernementale de divertissement en république de Guinée. Elle est créée en mai 1973 pour remplacer l'ancienne Syliart. Gérée par le ministère de la jeunesse, des arts et des sports, elle soutient les comédiens et dramaturges de Guinée et accorde une pension à ceux qui travaillent conformément au parti démocratique de Guinée. 